# Conservatorium Hotel
Le Conservatorium Hotel, également connu en français en tant qu'hôtel Conservatorium, est un palace cinq étoiles à Amsterdam.
L'hôtel est situé au cœur du Museumkwartier, dans l'arrondissement Sud, face au Stedelijk Museum Amsterdam sur la Paulus Potterstraat. Il se compose d'un bâtiment historique, classé au patrimoine national depuis 1983, qui est complété en 2008 par une salle de verre moderne. Il appartient au consortium hôtelier The Leading Hotels of the World.

## Hôtel
L'hôtel dispose de 75 chambres et 54 suites. Il comprend deux restaurants, un bar, un salon et un spa de 1 000 m² appelé Akasha Holistic Wellbeing.
Le Stedelijk Museum, le Van Gogh Museum, le Concertgebouw et le Rijksmuseum autour de la Museumplein, ainsi que le Vondelpark à l'ouest, sont tous à moins d'un kilomètre de l'hôtel.

## Histoire
Le bâtiment Postbank, dit Rijkspostspaarbank, est conçu par l'architecte néerlandais Daniël Knuttel (1857-1926) dans un mélange de néo-gothique et d'Art nouveau en 1897. Il est bâti entre 1899 et 1901 pour environ 120 000 florins d'alors. En 1978, le bâtiment est cédé par la Postbank et est resté vide pendant cinq ans.
En 1983, il devient le siège du conservatoire d'Amsterdam (Conservatorium van Amsterdam) nouvellement fondé. Des conversions sont alors nécessaires pour transformer l'architecture en salles de classe fonctionnelles. En avril 2008, le conservatoire d'Amsterdam déménage non loin de la gare centrale d'Amsterdam dans un nouveau bâtiment.
La même année, The Set Hotels rachète le bâtiment. Le designer milanais Piero Lissoni transforme la véranda en Conservatorium Hotel et fait ajouter un hall vitré et une extension moderne avec une entrée, des ascenseurs et des salles de réunion jusqu'en 2012.

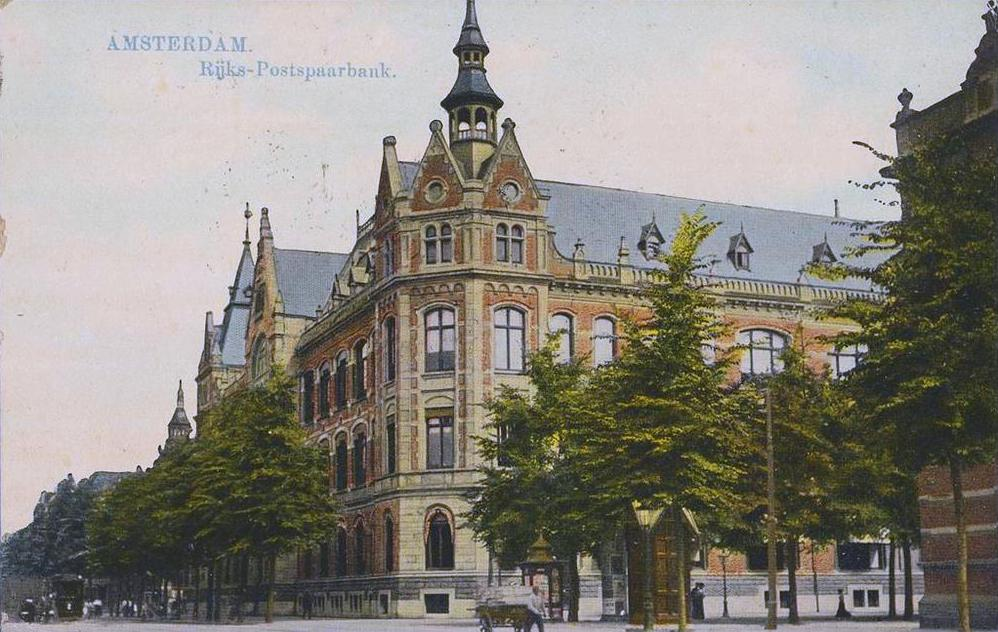
Le bâtiment vers 1900.
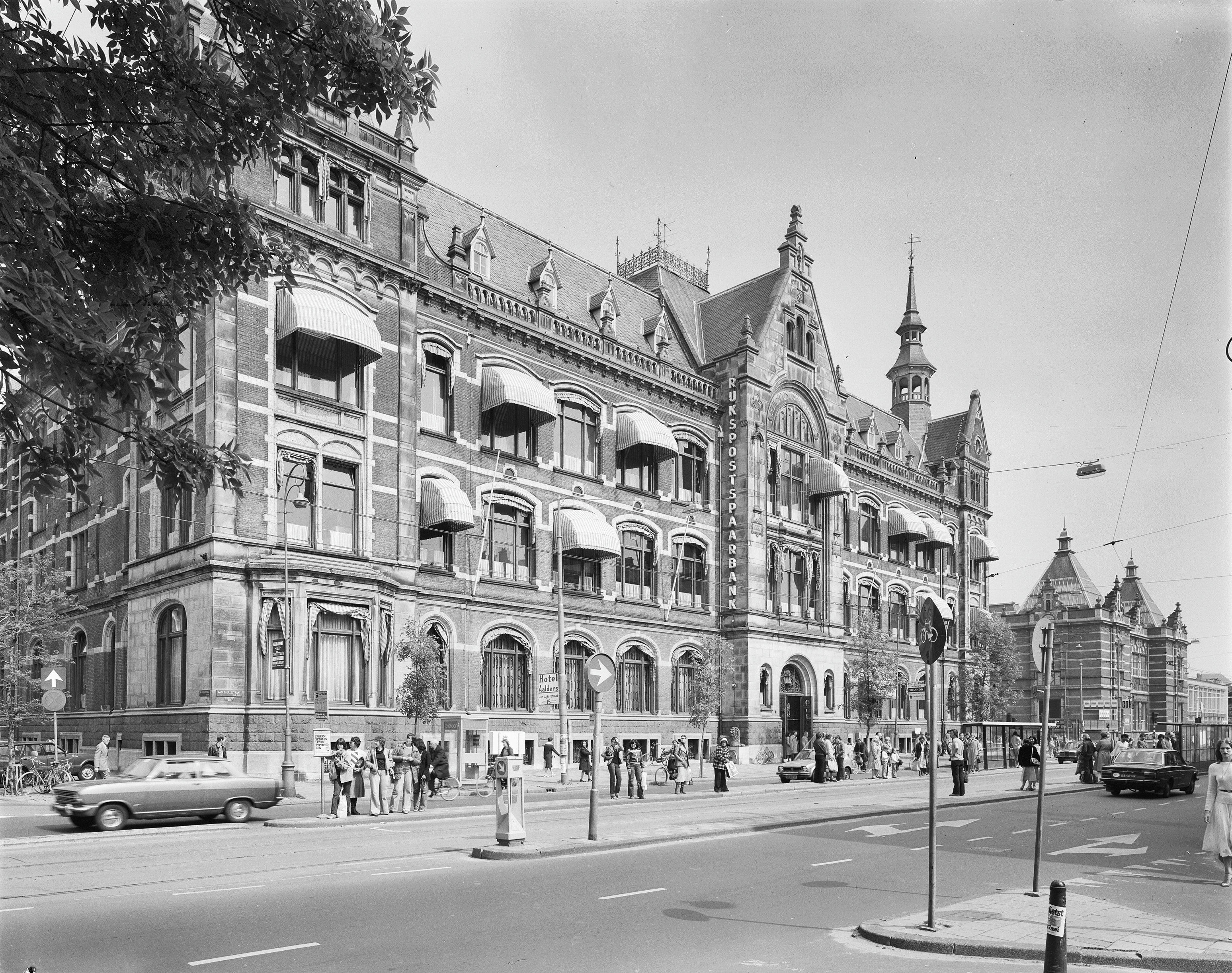
La Banque postale sur la Van Baerlestraat en 1978.
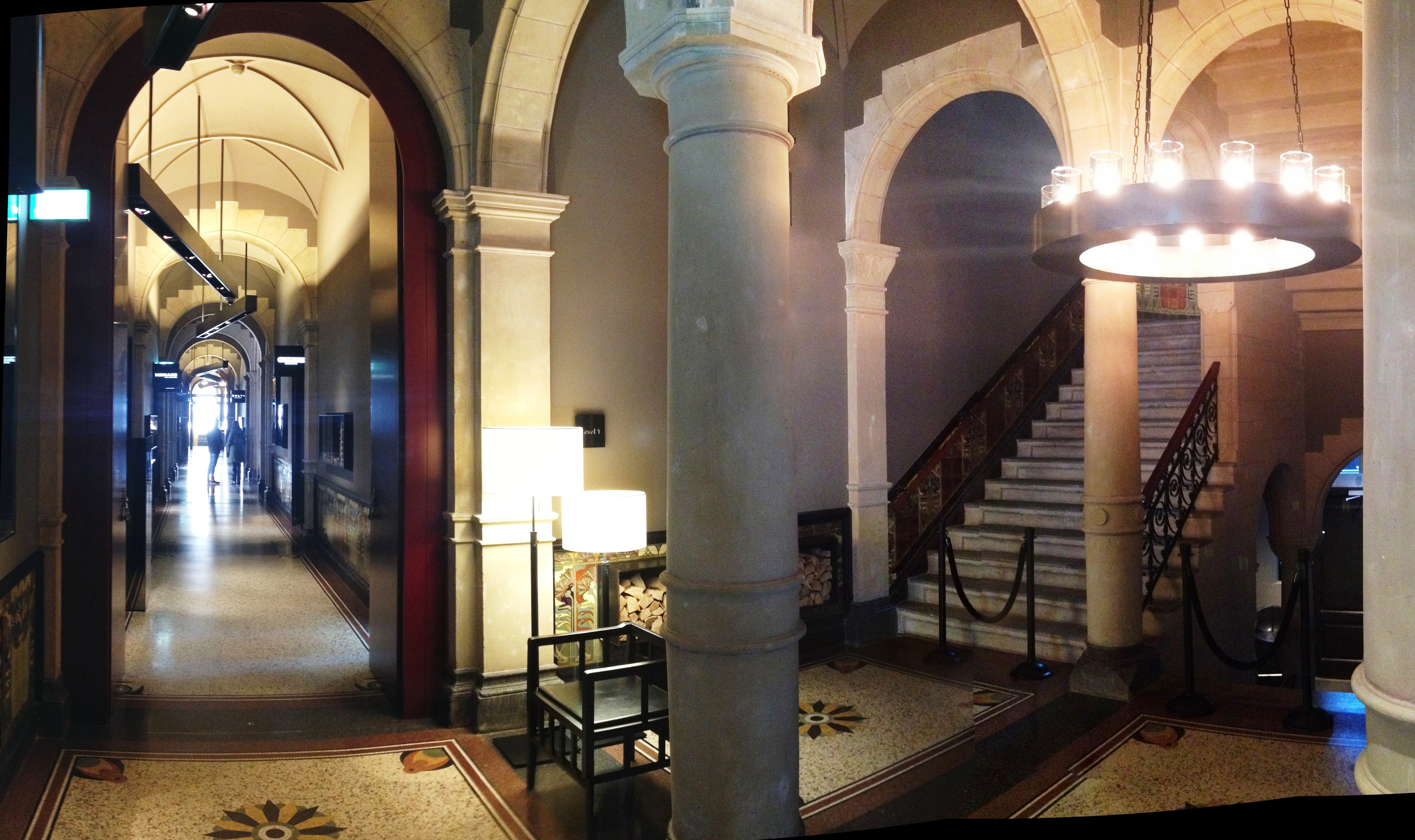
L'un des couloirs du Conservatorium Hotel (2015).

## Prix de la musique
L'hôtel entretient l'histoire avec le conservatoire d'Amsterdam à travers des cérémonies de remise de prix, pour lesquelles les étudiants du département de jazz sont invités à l'hôtel chaque année.